# 910

## Родени
- Йоан XI, римски папа

## Починали
- 23 декември – Наум Преславски, бълагрски писател